# Vot Tande
L'îlot Vot Tande (Vot Tade en löyöp, Vet Men Tagde ou Vet Tagde en mwotlap, Vat Ganai en mota) est un îlot inhabité du nord des îles Banks, au Vanuatu.
Vot Tande est en réalité un petit archipel, composé d'un îlot principal et de trois îlots secondaires au nord. Sa surface totale est de 0,24 km2.

## Toponymie
Dans les langues locales des îles Banks, l'île est nommée littéralement « Rocher aux frégates », du nom d'un des oiseaux qui le colonisent en nombre.
Ainsi, le nom local de cet îlot en löyöp, langue parlée à Ureparapara, est Vot Tade [βɔt.taⁿdɛ]. En mwotlap, langue de Motalava, l'île est nommée Vet Tagde [βɛtaɰⁿdɛ] ou Vet Men Tagde [βɛt.mɛn.taɰⁿdɛ]. En mota, elle est nommée Vat Ganai [βatɣanai].
Les géographes ont proposé plusieurs transcriptions de ces noms locaux. L’orthographe Vot Tande constitue une transcription de la forme löyöp. Quant au nom Vétaounde, trouvé parfois sur certaines cartes francophones, il s’agit d'une tentative de transcrire la forme mwotlap Vet Tagde [βɛtaɰⁿdɛ].
En ce qui concerne l'Organisation des Nations unies, l'organisation tranche plutôt pour le nom de Vat Ganai comme le laisse suggérer une carte de la collection de la Bibliothèque des Nations unies datant de 1984. Par une mauvaise lecture de Vatu Ghanai, l'îlot fut également nommé Vatu Rhandi au xixe siècle.

## Géographie

### Localisation

Carte des îles Banks. Vot Tande est au nord.

L'îlot est situé à l'extrême nord du Vanuatu, au nord-est de la province de Torba dans l'océan Pacifique Sud-Ouest.
Il est distant de 38,2 kilomètres des îles Rowa, les îles les plus proches ; de 69 kilomètres de Sola, le chef-lieu de la province ; de 500 kilomètres de Port-Vila, la capitale du pays ; de 1 120 kilomètres de l'île Hunter, l'île la plus au sud de Vanuatu (appartenant à la France mais revendiquée par le Vanuatu) ; et de 187 kilomètres de Naunonga, l'île étrangère la plus proche (île des Îles Salomon).
Avec une superficie de 0,24 km2, l'îlot est l'un des plus petits du Vanuatu.

### Géologie et relief

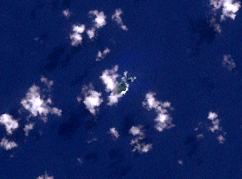
Vue satellite de l'îlot.

Le fossé de Vot Tande est une caractéristique majeure de l'îlot. Ce fossé apparaît dès les premières activités volcaniques dans la zone autour de l'îlot aux alentours de 5,3 à 2,5 ou 2,8 millions d'années ou 6 millions d'années. Le volcan sous-marin qui est à l'origine de l'îlot, quant à lui, s'est éteint il y a près de 3,5 millions d'années.
Vot Tande est un îlot basaltique qui voit le jour après plusieurs centaines de milliers d'années d'activités volcaniques sous-marines qui relâchaient en continu de la lave. Il partage cette caractéristique avec de nombreux îlots et îles faisant partie de l'arc des Nouvelles-Hébrides (Futuna, Mere Lava, Éfaté, Nguna ou encore Tanna).
Cet îlot se situe pile sur la frontière délimitant le bassin nord-fidjien et l'arc des Nouvelles-Hébrides. Mais le graben de Vot Tande se situant sur l'extrême bordure est de l'arc, l'îlot fait partie des Nouvelles-Hébrides et non pas du bassin fidjien. En outre, la ride de l'îlot marque également la limite entre l'océan à proprement parler et l'arc.
Des études menées en 1990 par Jacques Récy (et al.) on permis de connaître la nature et l'origine de ce fossé. Premièrement, le graben est divisé en deux parties distinctes par une ride composée en partie par des éléments de basalte orogénique calco-alcalin datés d'entre 4,9 et 4,8 millions d'années ainsi que de fragments volcano-sédimentaires. La composition de cette ride a été définie après un dragage réalisé dans le but de l'étude ; ce même dragage a permis la découverte de microfaunes beaucoup plus récentes s'étalant sur une période de 3,4 à 0,5 millions d'années. Les dernières traces d'activités volcaniques remontent quant à elles à maximum 2,3 millions d'années ce qui laisse à penser que l'îlot est apparu plus tôt mais ce n'est qu'une supposition.
L'îlot volcanique culmine à 64 mètres au-dessus du niveau de la mer et est la plus ancienne des îles du groupe des îles Banks.

## Caractéristiques
L’îlot servait aux pirogues venant des îles Santa Cruz et plus particulièrement de Tikopia pour un arrêt au bout de trois jours de navigation[réf. nécessaire]. À partir de là, elles changent de direction pour aboutir au milieu de l'arc dessiné par les îles Banks[pas clair], ou pour arriver à Santo s'ils sont à la recherche d'un travail mieux rémunéré qu'aux îles Salomon.[Information douteuse] L'îlot contient des cocotiers, des bananiers et un champ de taros[réf. nécessaire], qui permettent aux équipages de se rassasier contre un travail d'entretien de ce précieux matériau alimentaire.[pas clair]

## Faune
Une trentaine d'espèces d'oiseaux ont été répertoriées sur l'îlot, aucune n'est endémique de l'île mais parmi les espèces, au moins cinq sont des espèces d'oiseaux menacées et huit ont été aperçues que très rarement.
On peut donc y croiser deux espèces de phaétons (ceux à brins rouges et à bec jaune), une espèce d'océanite (à ventre blanc), huit espèces de pétrels (celles de Gould, à collier, à ailes noires, de Solander, de Trindade, maculé, à col blanc et de Tahiti), cinq espèces de puffins (celles de fouquet, à bec grêle, fuligineux, à pieds pâles et de Baillon), deux espèces de frégates (celles d'ariel et du Pacifique), deux espèces de fous (celles à pieds rouges et brun), une espèce de labbe (celle de pomarin), deux espèces de noddis (celles brune et noire), une espèce de Gygis (celle blanche) et cinq espèces de sternes (sternes fuligineuse, de Dougall, diamant, pierregarin et huppée).
Les espèces menacées sont les pétrels de Gould, à collier, de Solander, de Trindade et à col blanc dont le statut est vulnérable.

## Histoire

### Découverte par les Européens
L'îlot est découvert par les Européens en 1788 ; c'est l'administrateur colonial et officier de la Royal Navy anglais William Bligh qui le découvre alors qu'il commande le HMAV Bounty.